# Mad Potion
Mad Potion là nước hoa dành cho phụ nữ do Katy Perry phát hành năm 2015.
Nước hoa có thành phần vani đậm đà. Nó mở đầu với sự kết hợp của phong lan vani, hoa mẫu đơn và xạ hương táo. Trái tim bao gồm một hỗn hợp của vani bourbon, cánh hoa nhài và xạ hương mềm mại, tinh tế. Cơ sở ghi lại hương vị phương Đông của vani, hổ phách và xạ hương gợi cảm.